# 참새와 허수아비
"참새와 허수아비"는 1983년에 개봉한 대한민국의 영화이다.

## 캐스팅
- 차화연 : 옥분 역
- 백일섭 : 유진 역
- 오현경 : 김 영감 역
- 윤소정 : 마담 역
- 길용우 : 윤삼육 역
- 김문옥 : 형사 역
- 김석훈 : 박근식 역
- 국정환 : 황보국 역
- 박동룡 : 한 사장 역
- 이인옥 : 마담 A 역
- 최병철 : 운전수 역
- 길달호 : 부하 A 역
- 이석구 : 부하 B 역
- 주상호 : 손님 1 역
- 최석 : 손님 2 역
- 박용팔 : 손님 3 역
- 이정애 : 유진 모 역
- 정미경 : 아줌마 역
- 김신명 : 아낙 1 역
- 권일정 : 아낙 2 역
- 신정은 : 미라 역
- 현선숙 : 여자 역
- 김지영 : 레지 역